# Anschlag auf den Berliner Weihnachtsmarkt an der Gedächtniskirche

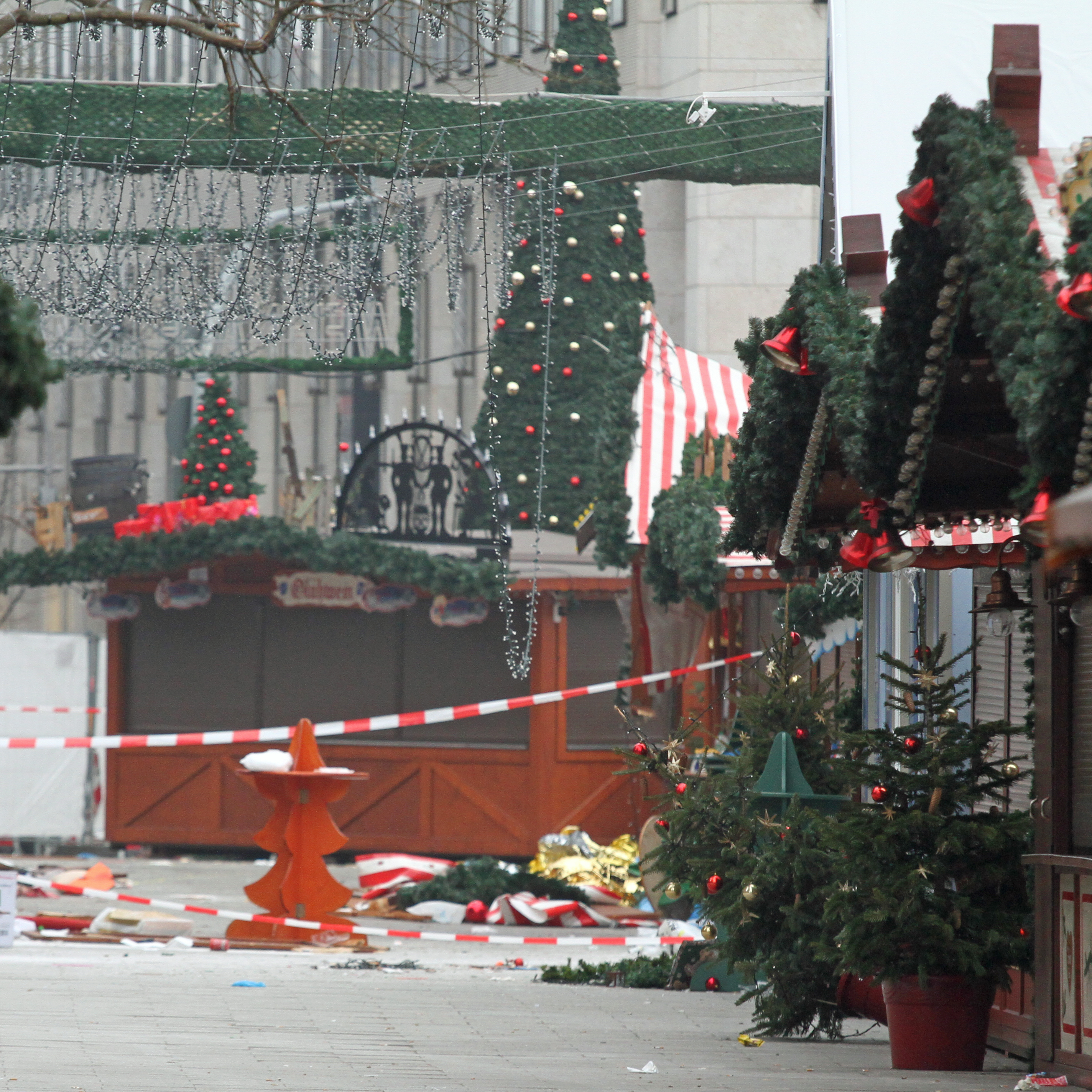
Weihnachtsmarkt auf dem Breitscheidplatz am Morgen nach dem Anschlag

Bei dem Anschlag auf den Berliner Weihnachtsmarkt an der Gedächtniskirche steuerte ein islamistischer Terrorist am 19. Dezember 2016 einen Sattelzug in eine Menschenmenge auf dem Weihnachtsmarkt auf dem Breitscheidplatz im Berliner Zentrum an der Gedächtniskirche im Bezirk Charlottenburg-Wilmersdorf. Beim Attentat und als dessen Folge starben insgesamt 13 Personen, mindestens 67 weitere Besucher des Marktes wurden zum Teil schwer verletzt. Der Täter Anis Amri konnte zunächst entkommen, wurde aber am 23. Dezember bei einer Routinekontrolle in Norditalien von Polizisten in Notwehr erschossen. Die Terrororganisation Islamischer Staat (IS) verbreitete, der Täter habe als „Soldat des Islamischen Staates“ gehandelt.

## Tathergang

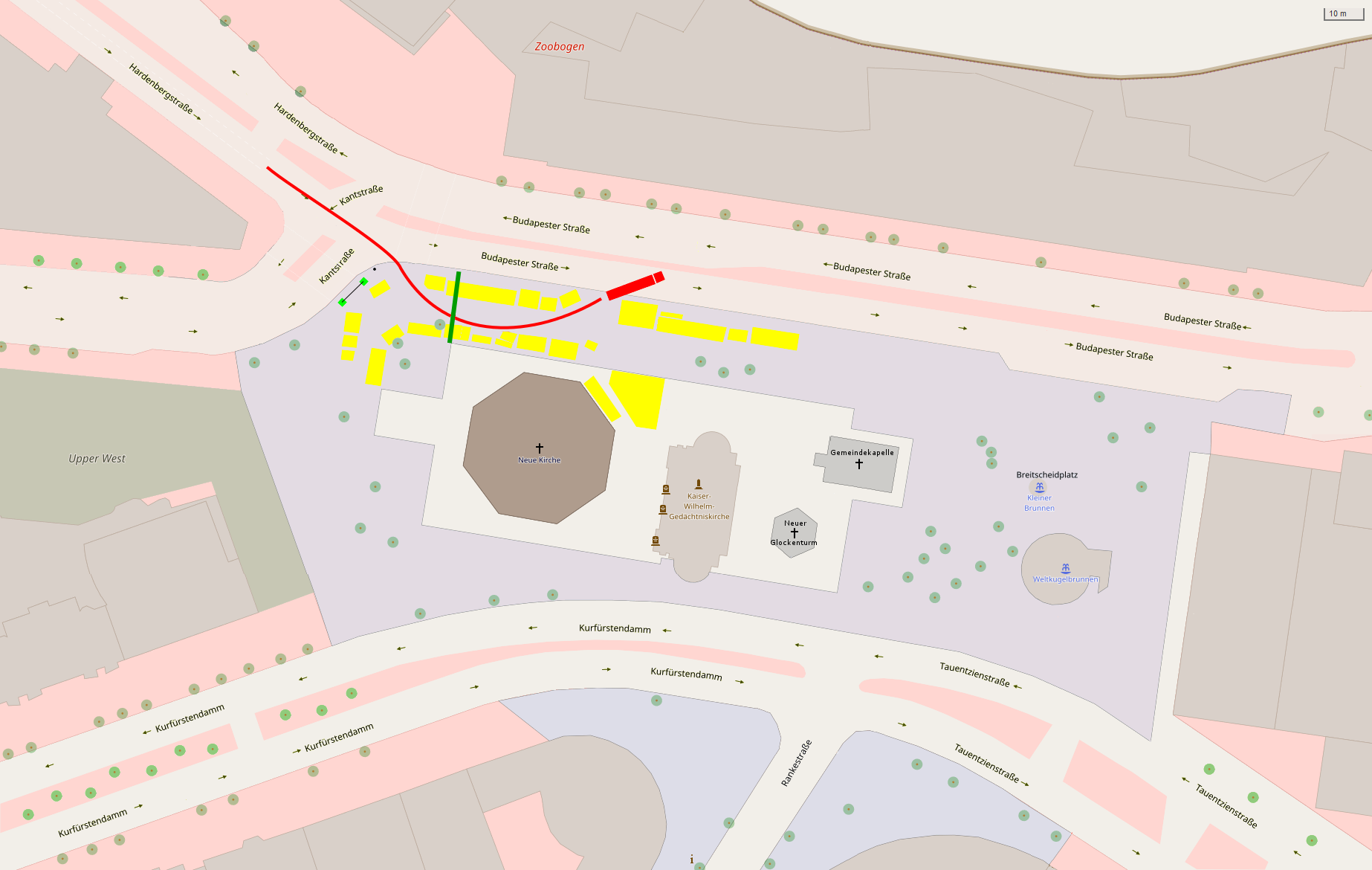
Route des Sattelzugs während des Anschlags

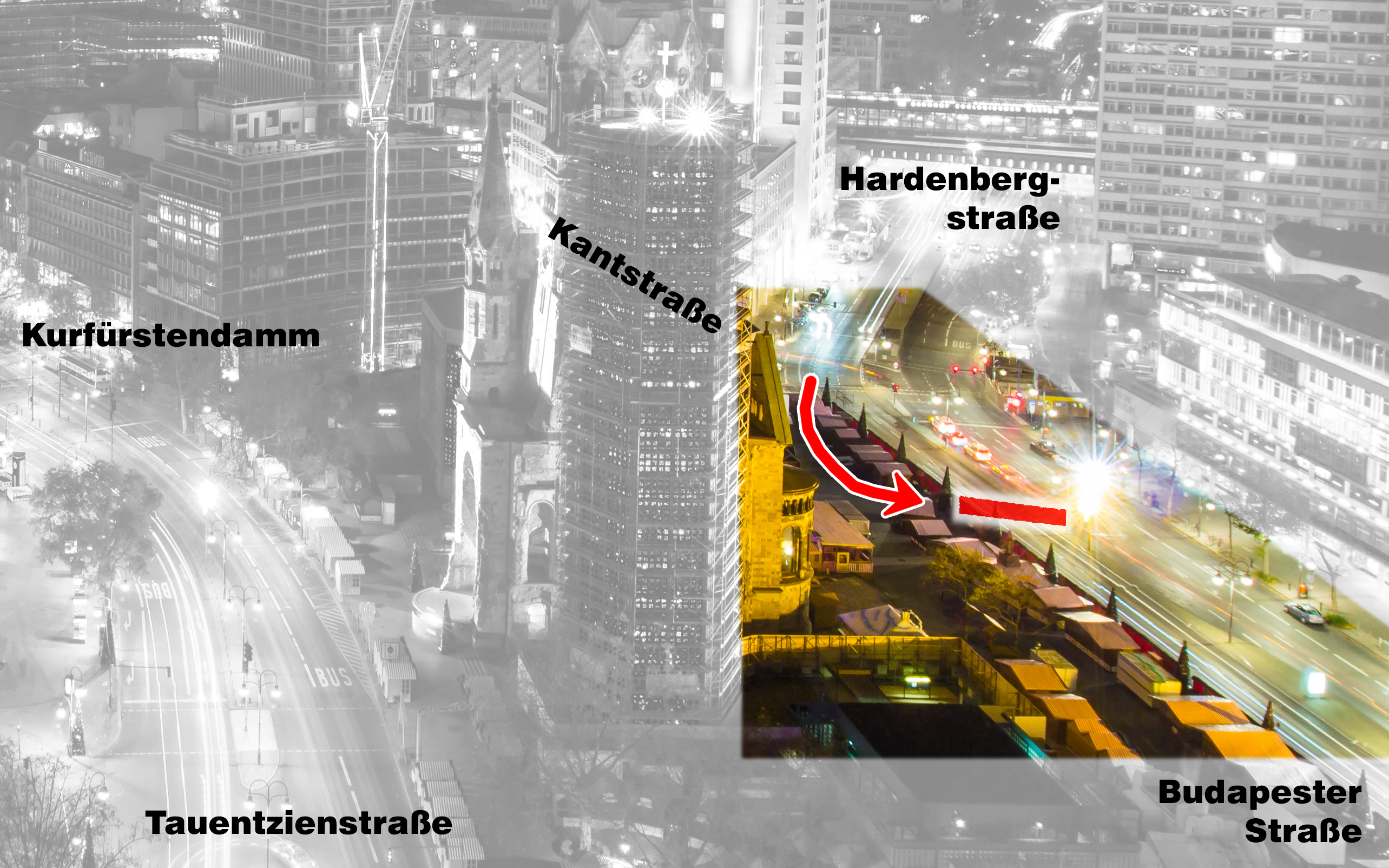
Ort des Anschlags in Berlin (Fahrtweg des Sattelzugs über den Weihnachtsmarkt und Endposition angedeutet)

Der Fahrer einer polnischen Spedition nahe Stettin hatte die Scania-R-450-Sattelzugmaschine mit Auflieger, beladen mit 25 Tonnen Baustahl, von Italien nach Berlin überführt.
In Berlin wartete der Fahrer bei ThyssenKrupp Schulte am Friedrich-Krause-Ufer auf die Entladung.
Die GPS-Daten des Lkw wiesen erste Rangierfahrten um 15:45 Uhr aus, die später vom polnischen Speditionsunternehmer als Übungsfahrten am Lkw durch eine Person, die mit diesem nicht vertraut ist, interpretiert wurden.
Etwa ab diesem Zeitpunkt war der Speditionsfahrer telefonisch nicht mehr erreichbar. Laut Generalbundesanwaltschaft wurde der Speditionsfahrer auf dem Beifahrersitz sitzend vom Attentäter auf dem Parkplatz des Lastwagens erschossen.
Nachdem der Täter den Lkw an sich gebracht hatte, umrundete er den Weihnachtsmarkt und chattete mit Glaubensbrüdern aus Berlin und dem Ruhrgebiet. Unter anderem schickte er aus dem Führerhaus des Lkw ein Selfie und den Text „Mein Bruder, alles in Ordnung, so Gott will. Ich bin jetzt im Auto, bete für mich mein Bruder, bete für mich.“ Die letzten Minuten vor der Tat sind unklar. Nach anfänglicher Darstellung des Bundeskriminalamts fuhr der Attentäter gegen 20 Uhr den Sattelzug von der Kantstraße aus in die Einfahrt des Weihnachtsmarktes an der Gedächtniskirche am Breitscheidplatz. Die wichtigsten Berliner Medien veröffentlichten jedoch rasch ohne Angaben von Gründen und Quellen eine vermeintlich korrigierte Fahrtroute. Demnach sei der Attentäter von der Hardenbergstraße aus auf den Weihnachtsmarkt gefahren. Von dort fuhr er etwa 70 bis 80 Meter über den Markt durch die Besuchermenge, zerstörte mehrere Verkaufsstände und kam auf der Richtungsfahrbahn Ost der den Platz tangierenden Budapester Straße zum Stehen. Nach dem Ermittlungsergebnis wurde durch den Aufprall auf die ersten Hütten das automatische Notbremssystem des Lkw ausgelöst. Dadurch stoppte der Sattelzug nach 70 bis 80 Metern, was vielen Menschen das Leben rettete.
Ein Zeuge sagte, im Führerhaus hätten zwei Männer gesessen. Der Beifahrer habe dem Fahrer ins Lenkrad gegriffen und den Lkw nach links weggesteuert, wodurch Schlimmeres verhindert worden sei.
Mehrere Zeugen sahen, dass ein Attentäter aus dem Lkw ausstieg. Erste Meldungen gingen um 20:01:27 Uhr bei der Berliner Feuerwehr und um 20:02 Uhr bei der Berliner Polizei ein. Ein Zeuge gab an, den Fahrer bis zur Siegessäule verfolgt zu haben, dazwischen habe er ihn allerdings aus den Augen verloren. Er benachrichtigte während seiner Verfolgung fortlaufend die Polizei, welche den Verfolgten schließlich an der Siegessäule festnahm. Die Presse berichtete hierzu, der Zeuge hätte die Polizei „zum Ziel geleitet“, erweckte also den falschen Eindruck, der Festgenommene sei der Attentäter.
Der polnische Fahrer des Sattelzugs wurde nach dem Anschlag erschossen auf dem Beifahrersitz gefunden, er wurde am Folgetag vom Eigentümer der Spedition identifiziert.

Nach dem Anschlag
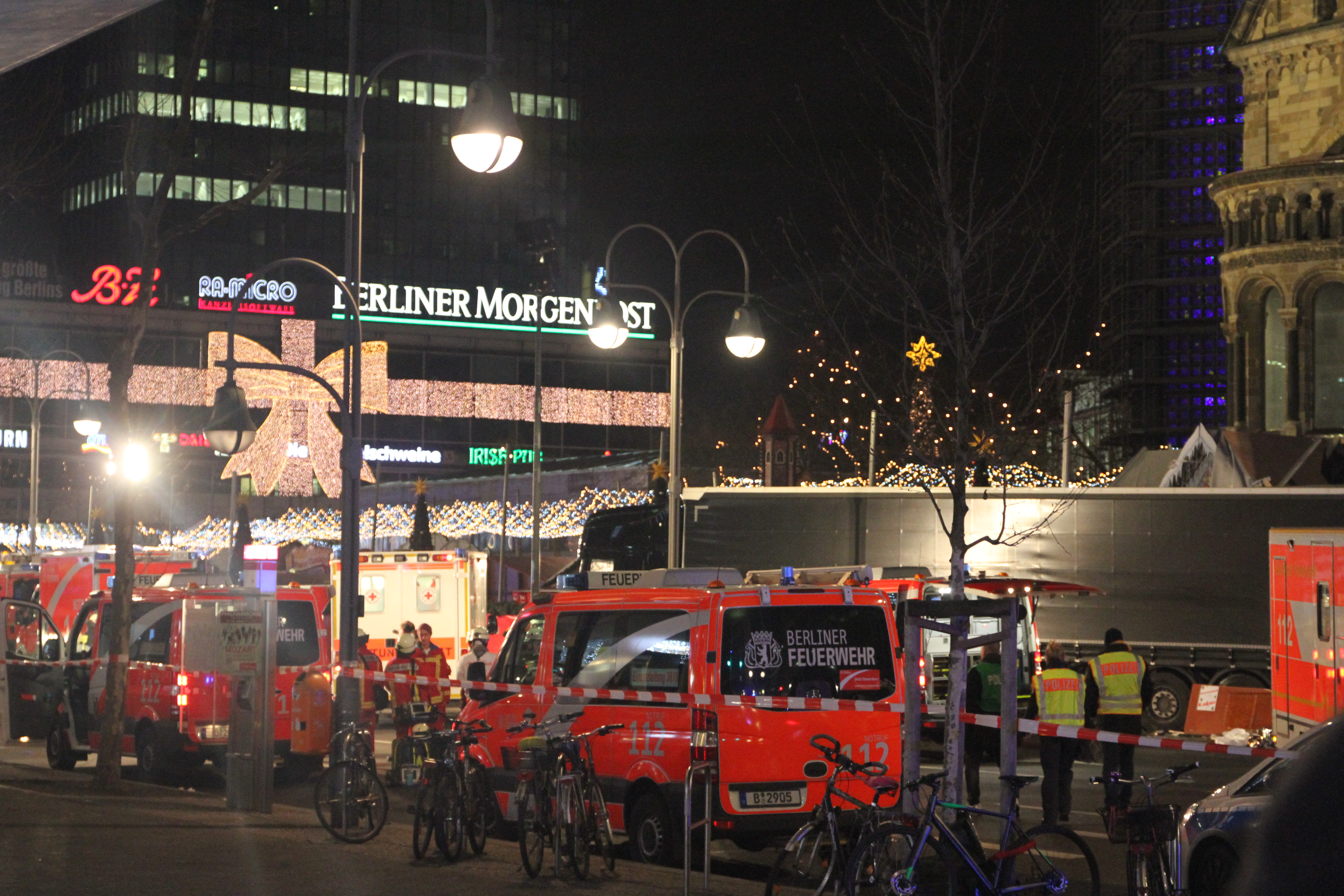
Der Sattelzug, umgeben von Rettungskräften
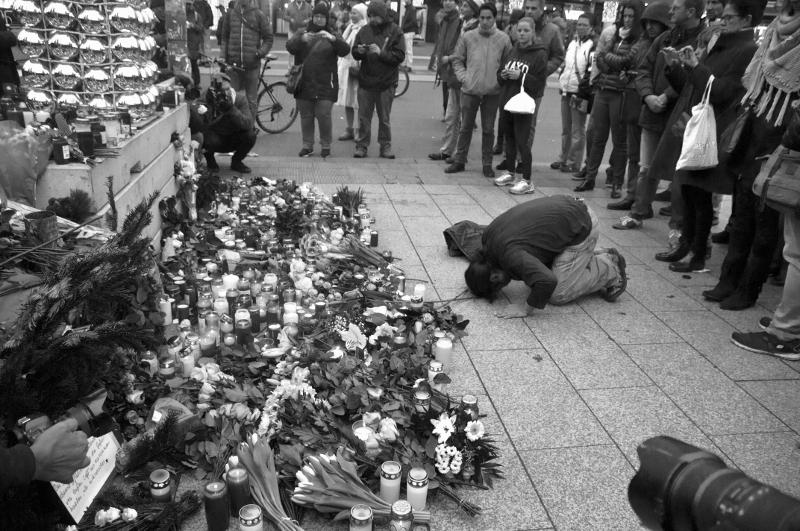
Blumen zum Gedenken der Opfer
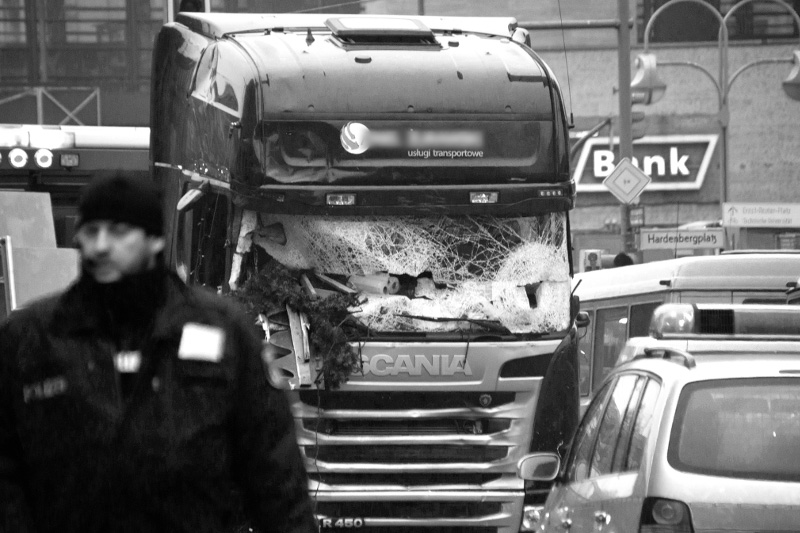
Das beschädigte Führerhaus der Sattelzugmaschine
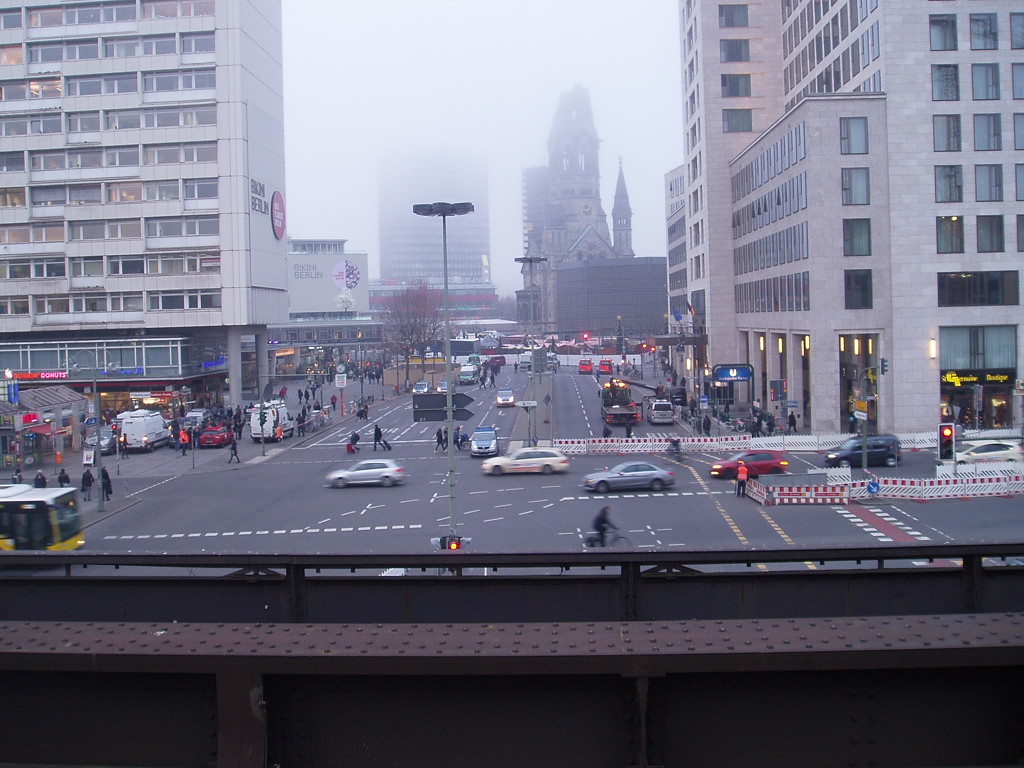
Hardenbergstraße am nächsten Morgen; Straße führt direkt zum Weihnachtsmarkt
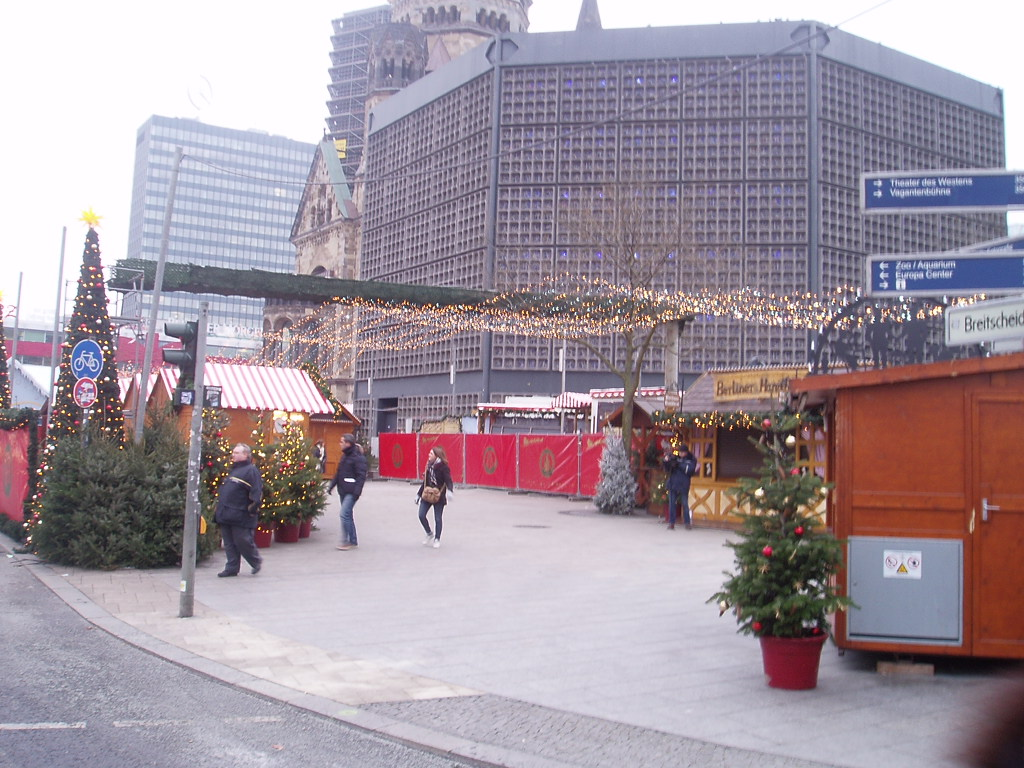
Die Ecke, an der der Lkw in den Markt fuhr, am Morgen der Wiedereröffnung, 22. Dezember

## Ermittlungen

### Hinweise und Observierung im Vorfeld der Tat
Nach der Tat wurde bekannt, dass der marokkanische Geheimdienst Mudīriyyat Murāqabat at-Turāb al-Waṭanī (Direction générale de la surveillance du territoire, DGST) den deutschen Geheimdienst (Bundesnachrichtendienst, BND) und das Bundeskriminalamt (BKA) am 19. September und am 11. Oktober 2016 vor dem späteren Attentäter Anis Amri gewarnt hatte. In der Mitteilung hieß es, dass Amri Kontakte zur Terrormiliz Islamischer Staat (IS) habe und bereit sei, einen Terroranschlag durchzuführen. Der Präsident des Bundeskriminalamts Holger Münch hielt dem im Januar 2017 entgegen, die Nachrichten des marokkanischen Geheimdienst seien keine Warnungen, sondern nur „Erkenntnisanfragen“ gewesen. Ein Verbindungsbeamter des BKA in Rabat sagte 2019 aus, unter rund 30 Mitteilungen über vermutete radikalislamische Aktivitäten, die die DGST 2016 übermittelt habe, seien die zum Fall Amri in keiner Weise „außergewöhnlich“ gewesen.
Der Innenminister Nordrhein-Westfalens, Ralf Jäger, erklärte, dass bei der zeitweisen Observierung Amris der Eindruck entstanden sei, dass sich dieser vom Dschihadismus und Salafismus eher wegbewege, um sich mit drogenmilieu-typischer allgemeiner Kriminalität zu beschäftigen. Deswegen habe man keine Möglichkeit gesehen, ihn in Haft zu nehmen.
Die Auswertung der Kommunikationsdaten von Mobiltelefonen des Täters ergab, dass er vor der Tat Verbindung mit einem Kontaktmann des IS hatte. Er wollte offenbar zum IS ausreisen, wurde von dem IS-Mann aber gedrängt, stattdessen den Anschlag auszuführen. Am 10. November 2016 erhielt er ein IS-Dokument mit dem Titel Die frohe Botschaft zur Rechtleitung für diejenigen, die Märtyrer-Operationen durchführen. Des Weiteren wurde über die Ortungsfunktion eines der Mobiltelefone ermittelt, dass Amri vor der Tat siebenmal auf dem Weihnachtsmarkt war.

### Festnahme eines Unbeteiligten
Aufgrund von Zeugenaussagen zu Aussehen und Fluchtweg des Täters wurde etwa eine Stunde nach dem Anschlag ein pakistanischer Asylbewerber in der Nähe der Berliner Siegessäule festgenommen. Der Verdächtige bestritt die Tat. Da keine Anhaltspunkte für eine Tatbeteiligung gefunden wurden, teilten BKA und Generalbundesanwaltschaft am Nachmittag des 20. Dezember mit, der Festgenommene sei nicht der Täter. Er wurde am Abend des 20. Dezember freigelassen.
Später gab er an, er habe nach seiner Verhaftung die Augen verbunden bekommen und sei entkleidet worden. Er habe sich gewehrt, sei von den Beamten geschlagen worden und habe mit hinter dem Rücken verbundenen Händen auf einem Holzbett ohne Matratze schlafen müssen. Weil der Dolmetscher seine Muttersprache Belutschisch nicht gesprochen habe, habe es größere Verständnisschwierigkeiten gegeben. Zum Tatvorwurf gab er an, er besitze keinen Führerschein und könne nicht einmal ein Fahrzeug anlassen. Die Berliner Polizei wies die Misshandlungsvorwürfe scharf zurück.

### Spurensuche im Lkw und Feststellung der Identität des Attentäters
Der für die Spurensicherung am Tatort zuständige Kriminalhauptkommissar sagte später im Untersuchungsausschuss des Bundestages aus, dass man den Lkw bis zu seiner Ankunft am Breitscheidplatz um 23 Uhr, nach der Bergung des ermordeten polnischen Fahrers durch mehrere Beamte, nicht gesichert hatte. Er veranlasste daraufhin das Abschleppen in die Berliner Julius-Leber-Kaserne zur Spurensicherung. Der Abtransport verzögerte sich jedoch, weshalb der Lkw erst am 20. Dezember 2016 gegen 14:30 Uhr eintraf. Gegen 16:30 Uhr konnte die Identität des Attentäters festgestellt werden, nachdem Ermittler im Fußraum des Führerhauses das Portemonnaie Amris, mit dessen Bescheinigung über die Meldung als Asylsuchender und die vom Kreis Kleve ausgestellte Duldungsbescheinigung des tunesischen Staatsbürgers Anis Amri fanden. Ebenfalls auf dem Boden der Fahrerkabine wurde ein Handy Amris gefunden. Ein zweites Handy Amris, mit dem er während der Fahrt zum Anschlagsort mit seinem Mentor vom IS telefoniert hatte, fand man im Kühlergrill des Lkw, ohne bis heute erklären zu können, wie es dort hingekommen ist.
Amri wurde von der Generalbundesanwaltschaft als dringend Tatverdächtiger öffentlich zur Fahndung ausgeschrieben und am 21. Dezember 2016 wurde eine europaweite Fahndung ausgelöst. An der Fahrertür des Lkw fanden Ermittler außerdem Fingerabdrücke, die Amri zugeordnet werden konnten. Im Innenraum des Lkw wurden hingegen keine Fingerabdrücke oder DNA-Spuren Amris gesichert, jedoch an verschiedenen Punkten des Fahrersitzes (u. a. Kopfstütze, Sitzverstellung) die einer „unbekannten Person 2“, deren Identität bis heute unklar ist. Noch am Nachmittag des 21. Dezember 2016 erklärte Ralf Jäger, Innenminister von Nordrhein-Westfalen, dass sich daraus, dass in dem Tat-Lkw ein Ausweisdokument Amris gefunden worden sei, nicht schließen lasse, dass er auch an der Tat beteiligt war.

### Fahndung und Tod des Attentäters

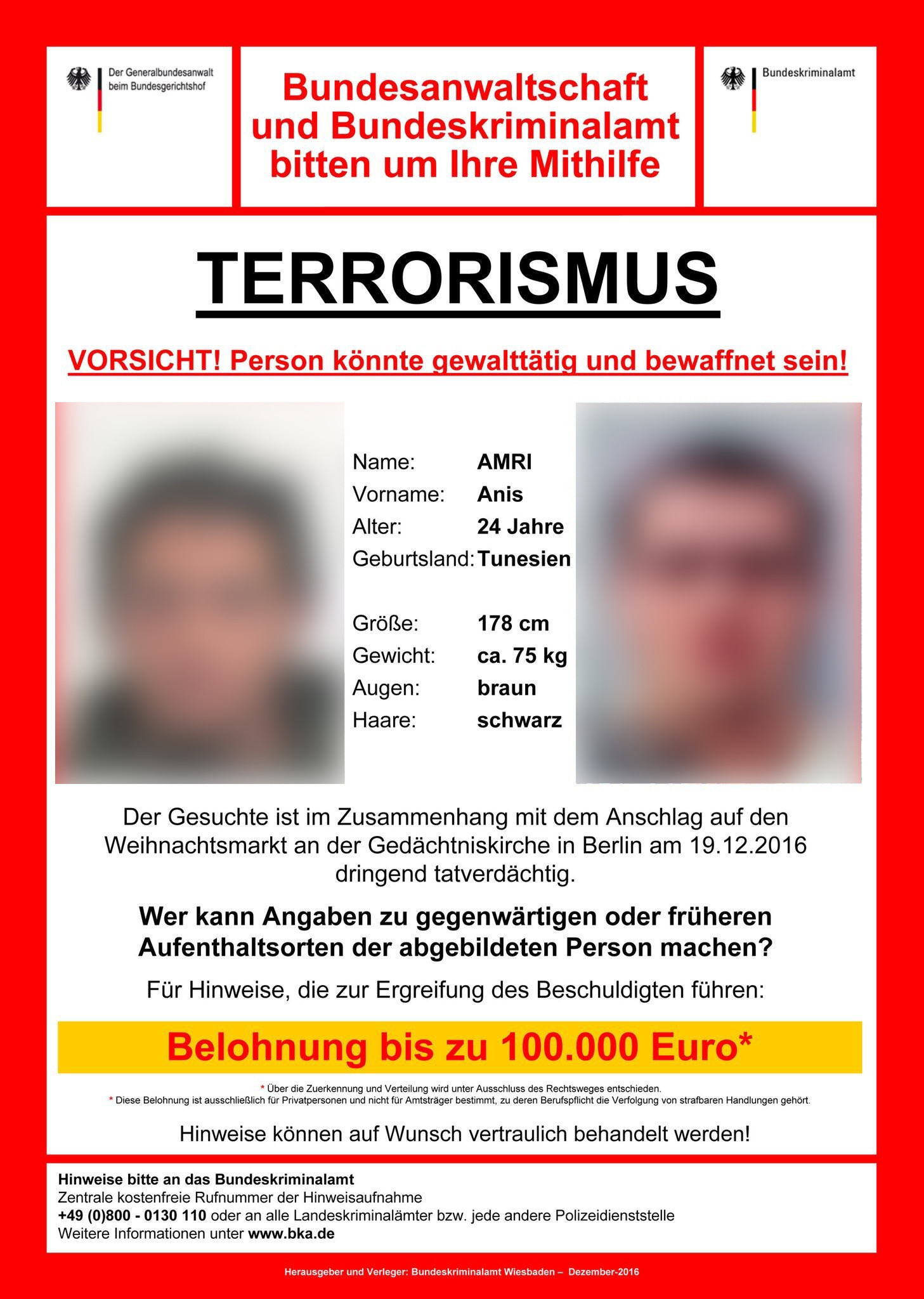
Bundesweites Fahndungsplakat nach Anis Amri

In der irrtümlichen Annahme, mit dem Pakistani sei der Attentäter bereits gefasst worden, suchten Berliner Sicherheitskräfte nicht, wie in einem Konzept für islamistische Attentate vorgesehen, alle islamistischen Gefährder in Berlin an den bekannten Aufenthaltsorten auf. Amri konnte so fast anderthalb Stunden lang mit seiner Handfeuerwaffe durch die Stadt zu seiner Wohnung in die Freienwalder Straße laufen, sich umziehen, seinen Rucksack packen und Berlin mit öffentlichen Verkehrsmitteln verlassen.
Es existiert ein Überwachungsvideo an einer U-Bahn-Station, das Anis Amri kurz nach der Tat zeigt. Er macht darin eine Geste in die Kamera, die als islamistischer Gruß interpretiert wird. Allerdings führt der von der Kamera aufgezeichnete Weg in Richtung Tatort und nicht von diesem weg.
Laut einer Fahndungsmeldung verwendete er auch die falschen Identitäten Ahmed Zaghloul, Ahmad Zarzour, Ahmed Almasri und Mohamed Hassa.
Inzwischen war Amri, weitgehend mit öffentlichen Verkehrsmitteln, von Berlin über die Niederlande (Nimwegen) und Frankreich (Lyon und Chambéry) nach Italien (Turin und Mailand) gereist. Am 23. Dezember wurde Amri gegen 3 Uhr bei einer Routinekontrolle in der zur Metropolitanstadt Mailand gehörenden Stadt Sesto San Giovanni durch italienische Polizisten erschossen, nachdem er zuvor auf diese das Feuer eröffnet hatte.
Ersten Berichten der italienischen Behörden zufolge sei beim toten Amri ein Handy gefunden worden. Später wurde dies von den deutschen Behörden verneint.
Dreieinhalb Wochen nach dem Anschlag räumte Bundesjustizminister Heiko Maas Fehler im Umgang der Behörden mit Amri ein. Er kündigte in der ZDF-Sendung Maybrit Illner die Veröffentlichung eines Berichts an, der sehr exakt darstellen solle, was die beteiligten Behörden im Fall Amri taten und wie sie entschieden.
Tatsächlich listete am 12. Oktober 2017 der vom Berliner Senat eingesetzte Sonderermittler und frühere Bundesanwalt Bruno Jost in seinem Abschlussbericht zahlreiche Fehler und Rechtsverstöße der Polizeibehörden auf.

### Bekennerschreiben und -video
Am 19. Dezember bekannte sich eine Gruppe des IS auf dem Mitteilungsdienst Telegram zu dem Anschlag. Der IS-Nachrichtenkanal Amaq verbreitete am 20. Dezember, der Attentäter habe als „Soldat des Islamischen Staates“ gehandelt.
Der Bekennertext enthielt jedoch keinerlei Täterwissen, sodass zunächst nicht gesichert war, dass der IS tatsächlich in die Planung und Durchführung des Anschlags involviert gewesen ist. Im April 2017 kamen allerdings Hinweise an die Öffentlichkeit, dass der Attentäter offenbar doch aus der Führungsebene des IS heraus gesteuert wurde. Vorher wurde vom Angriff eines „einsamen Wolfes“ ausgegangen. In dem IS-Propaganda-Magazin Rumiyah war im November 2016 eine detaillierte Anleitung für einen Anschlag mit einem Lkw veröffentlicht worden.
Am 23. Dezember veröffentlichte Amaq ein Video, in dem Anis Amri dem Terroristenchef Abu Bakr al-Baghdadi die Treue schwört. Er steht dabei auf der Kieler Brücke am Nordhafen in Berlin-Moabit; diese befindet sich in der Nähe des Friedrich-Krause-Ufers, wo Amri den Lkw in seine Gewalt gebracht hat, und des Moscheevereins in der Perleberger Straße, in dem er regelmäßig verkehrte. Da im Hintergrund Laubbäume mit grünen Blättern zu sehen sind, wird vermutet, dass das Video bereits Wochen vor der Tat aufgenommen wurde.

### Spekulationen über das Eingreifen des Speditionsfahrers
Der Speditionsfahrer des Sattelzuges, der polnische Staatsbürger Łukasz Urban, wurde offenbar am Tattag gegen 15:45 Uhr vom Täter in seine Gewalt gebracht und danach erschossen. Da Boulevardmedien – sechs Tage ohne hinreichende Informationen und in Unkenntnis eines seit 2005 autonomen Lkw-Notbremssystems – spekuliert hatten, dass der Speditionsfahrer in die Amokfahrt eingegriffen habe, wurden zunächst in einer Online-Petition Unterschriften für die Verleihung des Bundesverdienstkreuzes gesammelt. Für die Hinterbliebenen des Lkw-Fahrers sammelte der britische Lkw-Fahrer Dave Duncan per Crowdfunding 170.000 britische Pfund (ungefähr 200.000 Euro).

### Beeinträchtigungen bei der Ermittlungsarbeit im Vorfeld
Im Mai 2017 wurde bekannt, dass dem Landeskriminalamt Berlin (LKA) im Herbst 2016 Erkenntnisse vorlagen, dass Amri „gewerbsmäßigen, bandenmäßigen Handel mit Betäubungsmitteln“ betrieb, die laut Innensenator Andreas Geisel ausgereicht hätten, Amri zu verhaften. Dies wollten offenbar LKA-Mitarbeiter vertuschen, indem sie ein Dokument von Januar 2017 auf November 2016 rückdatierten, in dem nur noch von kleineren Mengen Drogen berichtet wird. Gegen die Mitarbeiter wurde wegen Verdacht auf Urkundenfälschung ermittelt. Die Ermittlungen sind 2018 mangels hinreichenden Tatverdachts eingestellt worden. Der Sonderermittler Bruno Jost bestätigte die Vorwürfe der Aktenmanipulation im Juni 2017. Er geht davon aus, dass ein weiterer Beamter an der Manipulation beteiligt gewesen sei. Weiterhin hätte die „Fachaufsicht [die Leitung des Kommissariats 541] ganz oder teilweise versagt“.
Aus einem im Dezember 2017 publizierten, internen Nachbereitungsbericht geht hervor, dass der Polizei ein verbessertes Konzept für Antiterroreinsätze vorlag. Das 2013 in Auftrag gegebene „Führungsmodell für Sofortlagen“ wurde dem Polizeipräsidenten im Juli 2015 vorgelegt, aber nicht angewandt. Somit hätten die Beamten, die am Anschlagsort eintrafen, „in weiten Teilen intuitiv“ gehandelt.
Zudem lagen deutschen Behörden im Februar 2016 Handy-Chats von Amri mit mehreren Telefonnummern in Libyen vor, worin ein IS-Mitglied Ratschläge erteilt für eine „Hochzeit“, Codewort für Attentat, und ein „Douqma“, persisch für den Druckknopf am Sprengkörper. Die USA bombardierten in der Nacht vom 18. zum 19. Januar 2017 eine Stellung des IS in Libyen, wobei mehr als 80 Kämpfer getötet wurden. Der Luftangriff richtete sich laut Verteidigungsminister Ashton Carter auch gegen Verantwortliche für Terrorangriffe in Europa. Ob sich unter den Getöteten Verdächtige mit Verbindungen zum Berliner Anschlag oder Chat-Kontaktpersonen von Amri befanden ist ungeklärt. Am 22. Mai 2017 vermutete der Bundestagsabgeordnete Hans-Christian Ströbele, dass Amri trotz der Chats auf Verlangen US-amerikanischer Behörden nicht verhaftet worden war, um eine Vorbereitung der militärischen Operation in Libyen nicht zu behindern. Auch der Autor Stefan Schubert griff 2018 diese These auf.
Nach Bilel Ben Ammar, einem tunesischen Bekannten von Amri, der im Jahr 2015 angekündigt hatte, sich dem Islamischen Staat (IS) anschließen zu wollen und der nach dem Anschlag als Helfer verdächtigt wurde, hat die Bundespolizei im Jahr 2016 gefahndet. Diese Fahndung wurde auf Anweisung der Islamismus-Abteilung des Berliner Landeskriminalamtes zum 26. November 2016 wieder eingestellt.

### Spekulationen um die Person des Bilel Ben Ammar
Am 22. Februar 2019 behauptete das Nachrichtenportal Focus Online, dass der am 1. Februar 2017 abgeschobene Amri-Kontaktmann Bilel Ben Ammar (* 4. September 1990 in Tunis) ein Agent des marokkanischen Geheimdienstes DGST (französisch: Direktion Générale de la Surveillance du Territoire) gewesen sei. Der Dienst habe das Bundeskriminalamt sowie den Bundesnachrichtendienst mehrfach vor der Radikalisierung Amris und dessen Anschlagsplänen gewarnt. Bilel Ben Ammar habe sich am Tag vor dem Anschlag mit dem späteren Terroristen Amri in Berlin getroffen. Ben Ammar sei auch während des Anschlags am Tatort anwesend gewesen. Dies zeige ein Überwachungsvideo, das unter Verschluss gehalten werde. Auf diesem sei zu sehen, wie eine „Person mit dem Aussehen von Ben Ammar einem Mann mit einem Kantholz seitlich an den Kopf schlage, um dem flüchtenden Amri den Weg freizumachen“. Der getroffene Mann Sascha Hüsges lag bis Oktober 2021 im Koma, bevor er verstarb. Zwei Stunden nach dem Anschlag habe Ben Ammar zudem Fotos vom zerstörten Weihnachtsmarkt gefertigt und an eine bisher unidentifizierte Nummer geschickt. Neun Tage nach dem Anschlag sei auf politischer Ebene die Entscheidung gefallen, Ben Ammar abzuschieben. In einer E-Mail vom 28. Dezember 2016 an die Bundespolizei, die dem Nachrichtenportal vorliege, heiße es: „Seitens der Sicherheitsbehörden und des Bundesinnenministeriums besteht ein erhebliches Interesse daran, dass die Abschiebung erfolgreich verlaufen soll.“ Ben Ammar sei dann am Tag darauf festgenommen und am 1. Februar 2017 nach Tunesien ausgeflogen worden. Im Dezember 2017 kritisierte das FDP-Mitglied im Berliner Untersuchungsausschuss, Marcel Luthe, Ben Ammar sei abgeschoben worden, damit er nicht als Zeuge für Ermittler und Untersuchungsausschuss zur Verfügung stehe. Nach demselben Bericht kritisierte auch ein Ermittler des Bundeskriminalamtes, der ungenannt bleiben wollte, die Abschiebung Ben Ammars.
Das Bundesinnenministerium wies die Darstellung des Focus nach einer internen Untersuchung zurück. Ben Ammar sei abgeschoben worden, weil es sich bei ihm um „eine gefährliche Person“ gehandelt habe und seine Inhaftierung bald nicht mehr aufrechtzuerhalten gewesen sei. Eine Geheimdiensttätigkeit von Ben Ammar sei den Behörden nicht bekannt. Ebenso wenig existiere wie von dem Nachrichtenmagazin behauptet ein Video, das eine Anschlagsbeteiligung des Islamisten beweise. Auch die Internetpräsenz der Tagesschau bezeichnete den Focus-Bericht als „wohl falsch“. Die Aussage, dass die Behörden einen Terroristen vor strafrechtlicher Verfolgung geschützt hätten, sei innerhalb der Sicherheitsbehörden mit Empörung aufgenommen worden. Ein Überwachungsvideo von einem Hochhaus existiere zwar, die Bildqualität sei jedoch schlecht. Die Aufnahmen seien auch bereits in der Sendung Kontraste zu sehen gewesen und Opferanwälten gezeigt worden.
Nach einer erneuten Auswertung bestätigte ein Beamter des BKA am 26. September 2019 vor dem Untersuchungsausschuss des Bundestages, dass auf dem Überwachungsvideos der Ersthelfer Sascha H. bei einer „körperlich/verbalen Auseinandersetzung“ mit Unbekannten identifiziert worden sei.

### Untersuchungsausschüsse
Der Deutsche Bundestag setzte am 1. März 2018 einstimmig den Untersuchungsausschuss zum Terroranschlag auf dem Breitscheidplatz in Berlin vom 19. Dezember 2016 ein. Der Ausschuss stand unter Vorsitz von Klaus-Dieter Gröhler (CDU/CSU) und sollte den Anschlag und seine Hintergründe aufklären und sich ein Gesamtbild vom Handeln der zuständigen Behörden verschaffen sowie darauf aufbauend Empfehlungen für die Arbeit der im Untersuchungsauftrag benannten Behörden und für die Betreuung und Unterstützung von Hinterbliebenen und Opfern solcher Anschläge entwickeln. Dem Untersuchungsausschuss gehörten neun Abgeordnete des Deutschen Bundestages (für die CDU/CSU Alexander Throm und Volker Ullrich, für die SPD Mahmut Özdemir (stellvertretender Vorsitzender) und Fritz Felgentreu, für die AfD Stefan Keuter, für die FDP Benjamin Strasser, für die Linke Martina Renner und für Bündnis 90/Die Grünen Irene Mihalic) als ordentliche Mitglieder und neun Abgeordnete (Andrea Lindholz, Detlef Seif, Christoph de Vries, Johannes Fechner, Helge Lindh, Thomas Seitz, Katharina Willkomm, Niema Movassat und Konstantin von Notz) als stellvertretende Mitglieder an.
Der Bericht des Bundestags-Untersuchungsausschusses wurde am 21. Juni 2021 veröffentlicht.
Auch das Berliner Abgeordnetenhaus hatte zuvor schon mit Beschluss vom 6. Juli 2017 einen eigenen Untersuchungsausschuss eingesetzt, dessen Ergebnis in einer Senats-Drucksache vom 9. August 2021 veröffentlicht wurde.
Die Bundeszentrale für politische Bildung (BpB) fasst die Ergebnisse der beiden Untersuchungsausschüsse in einem Beitrag vom 14. Dezember 2021 wie folgt zusammen:

„Ein im März 2018 eingesetzter Untersuchungsausschuss des Bundestags wertete über mehr als drei Jahre hinweg Akten der Sicherheits- und Ermittlungsbehörden des Bundes sowie der Länder aus und befragte rund 180 Sachverständige und Zeugen. Die Abgeordneten wollten die Umstände aufklären, die dazu führten, dass der Attentäter nicht aufgehalten werden konnte. Der Ausschuss kam nach eigenen Angaben zu der Überzeugung, ‚dass sowohl individuelle Fehleinschätzungen und Versäumnisse wie auch strukturelle Probleme in den zuständigen Behörden verantwortlich waren‘. In seinem im Juni veröffentlichten Bericht kritisiert das Gremium fehlende Ressourcen in den für islamistische Gefährder zuständigen Einheiten der Sicherheitsbehörden. Auch seien die Ausländer- und Asylbehörden im Sommer und Herbst 2015 völlig überlastet gewesen.
Der Ausschuss spricht von ‚Mängel[n] beim Informationsaustausch und der Koordination des Vorgehens zwischen Sicherheitsbehörden des Bundes und der Länder‘ sowie einer „Zersplitterung staatsanwaltschaftlicher Zuständigkeiten“. Zwar habe keine der individuellen Fehleinschätzungen und Versäumnisse ‚für sich genommen besonders schwer gewogen‘, sie hätten dennoch im Zusammenwirken dazu geführt, dass der Anschlag nicht verhindert wurde.
Auch das Berliner Abgeordnetenhaus setzte einen Untersuchungsausschuss zum Terroranschlag am Breitscheidplatz ein, der in seinem im August 2021 vorgestellten Abschlussbericht die Ermittlungsbehörden ebenfalls scharf kritisierte. Unter anderem sei der Informationsaustausch zwischen Sicherheits- und Justizbehörden im Fall Amri unzureichend gewesen. Zudem sei das Landeskriminalamt nicht ausreichend mit Personal ausgestattet gewesen und der spätere Attentäter nicht angemessen observiert worden, während der Verfassungsschutz zu passiv gehandelt habe. Aus Sicht der Abgeordneten hätte das Bundeskriminalamt (BKA) den Fall Amri übernehmen müssen.“

## Opfer

### Anzahl und Herkunft
Insgesamt gab es 13 Todesopfer.
Neben dem erschossenen polnischen Lkw-Fahrer Lukasz Urban starben 2016 elf Besucher des Weihnachtsmarktes: Anna und Georgiy Bagratuni, Sebastian Berlin, Nada Cizmar, Fabrizia Di Lorenzo, Dalia Elyakim, Christoph Herrlich, Klaus Jacob, Angelika Klösters, Dorit Krebs und Peter Völker. Sieben von ihnen stammten aus Deutschland und jeweils eines aus Israel, Italien, der Ukraine und Tschechien.
Das zunächst schwerverletzte und dauerhaft pflegebedürftige Opfer Sascha Hüsges starb am 5. Oktober 2021 an einer Infektionserkrankung, laut seinem Ehemann als Folge seiner Verletzung. Sein Name wurde wenig später zu den Namen der anderen Opfer an der Gedenkstelle bei der Gedächtniskirche hinzugefügt.
Außerdem wurden mindestens 67 Menschen unterschiedlicher Nationalitäten verletzt, zum Teil schwer.
Der Abschlussbericht des Bundestags-Untersuchungsausschusses gibt die Zahl der Verletzten mit 170 an, beruft sich dabei jedoch auf eine Quelle, die lediglich von „annähernd hundert“ Verletzten spricht.
Auch für viele Einsatzkräfte hatten die Geschehnisse Konsequenzen: Von den insgesamt rund 390 Polizisten und 154 Feuerwehrleuten, die am Breitscheidplatz im Einsatz waren, meldeten 28 Polizisten und 64 Feuerwehrleute ihrem jeweiligen Dienstherrn ein seelisches Trauma.

### Entschädigungen
Das Opferentschädigungsgesetz (OEG), nach dem Opfern oder ihren hinterbliebenen Angehörigen auf Antrag Renten zuerkannt werden können, die Bund und Land bezahlen, greift bei den Opfern am Weihnachtsmarkt, ausgenommen bei dem polnischen Speditionsfahrer, nicht, weil nach § 1 Abs. 11 OEG tätliche Angriffe mittels Kraftfahrzeugen und Anhängern im OEG ausdrücklich ausgenommen sind. In diesen Fällen können Anträge bei der Verkehrsopferhilfe gestellt werden. Aus dem Bundesministerium für Arbeit und Soziales (BMAS) hieß es dazu: „Sollten sich mit Blick auf die Geschehnisse in Berlin aus der Abgrenzungsregelung Nachteile für die Betroffenen ergeben, so wird das BMAS […] prüfen, ob im geplanten Gesetzgebungsvorhaben Änderungen vorgenommen werden müssen.“ Neun Monate nach dem Anschlag waren 1,54 Millionen Euro an 119 Opfer und Hinterbliebene ausgezahlt; zehn Entschädigungsfälle waren noch nicht abgeschlossen. Ein Jahr nach dem Anschlag waren rund zwei Millionen Euro ausgezahlt. Zwei Jahre nach dem Anschlag waren rund 3,8 Millionen Euro ausgezahlt.

### Gedenken
Der Bundesinnenminister Thomas de Maizière (CDU) ordnete für den 20. Dezember Trauerbeflaggung an allen Bundesbehörden an. Am Tag nach dem Anschlag fand in der Gedächtniskirche ein Trauergottesdienst statt, an dem viele Politiker, unter anderem Bundespräsident Joachim Gauck und Bundeskanzlerin Angela Merkel, teilnahmen. Angehörige der Opfer wurden nach eigenen Angaben von Sicherheitsleuten daran gehindert, am Trauergottesdienst teilzunehmen mit der Begründung, in der Kirche säßen hochkarätige Politiker. Anders als nach dem Anschlag in München 2016 kamen die Abgeordneten und Mitglieder der Regierung nicht zu einem Staatsakt oder einer Gedenkstunde für die Opfer zusammen. Angehörige und die Presse kritisierten das Ausbleiben von öffentlichen Gedenkveranstaltungen für die Opfer sowie die Geheimhaltung ihrer Identitäten.
Das Brandenburger Tor wurde in der Nacht des 20. Dezember 2016 in den Farben der Berliner Landesflagge sowie in den deutschen Nationalfarben beleuchtet. Die meisten der mehreren Dutzend Weihnachtsmärkte in Berlin blieben am Tag nach dem Anschlag aus Pietätsgründen geschlossen.
Die Berliner und Brandenburger Radiosender hielten an diesem Tag ab 18 Uhr eine Schweigeminute ab, bei der die Kirchenglocken des Gedenkgottesdienstes übertragen wurden oder Stille zu hören war.
Am Begräbnis des italienischen Anschlagsopfers Fabrizia D. in Sulmona nahmen Staatspräsident Sergio Mattarella und weitere politische Repräsentanten teil. Der ermordete polnische Lkw-Fahrer Lukasz U. wurde am 30. Dezember 2016 in Banie im Beisein des polnischen Staatspräsidenten Andrzej Duda und weiteren Politikern beerdigt. Ein Lkw-Konvoi gab ihm das letzte Geleit.
Auf Einladung von Bundestagspräsident Norbert Lammert wurde am 19. Januar 2017 im Bundestag in Anwesenheit des damals amtierenden Bundespräsidenten Joachim Gauck der Opfer des Anschlags gedacht.
Am 21. Januar 2017 teilte das Bundespräsidialamt mit, dass Gauck die nächsten Angehörigen der zwölf Toten in seinen Amtssitz eingeladen hat. Das Treffen soll nicht-öffentlich und vertraulich stattfinden.
Im Dezember 2017 wurde Kritik an Angela Merkels Umgang mit den Hinterbliebenen geäußert, die Merkel in einem offenen Brief Untätigkeit und politisches Versagen vorwarfen. Kurt Beck, Beauftragter der Bundesregierung für die Opfer und Hinterbliebenen des Anschlags, äußerte teilweise Verständnis dafür. Am 18. Dezember kam es zu einem Treffen von Merkel mit den Angehörigen und der Bundestag beschloss eine höhere finanzielle Entschädigung sowie zentrale Anlaufstellen auf Bundes- und Länderebene für Terroropfer und Angehörige. Die Eltern des ermordeten polnischen Lkw-Fahrers nahmen anders als seine Witwe nicht an dem Treffen teil. Die Mutter erhob in einem Gespräch mit der Deutschen Welle schwere Vorwürfe: „Ich möchte Frau Merkel sagen, dass sie das Blut meines Sohnes an ihren Händen hat.“ Bis heute warte die Familie auf ein Signal der Bundesregierung wie ein Kondolenzschreiben. Das Verhalten der deutschen Behörden sei respektlos, niemand habe sich entschuldigt.

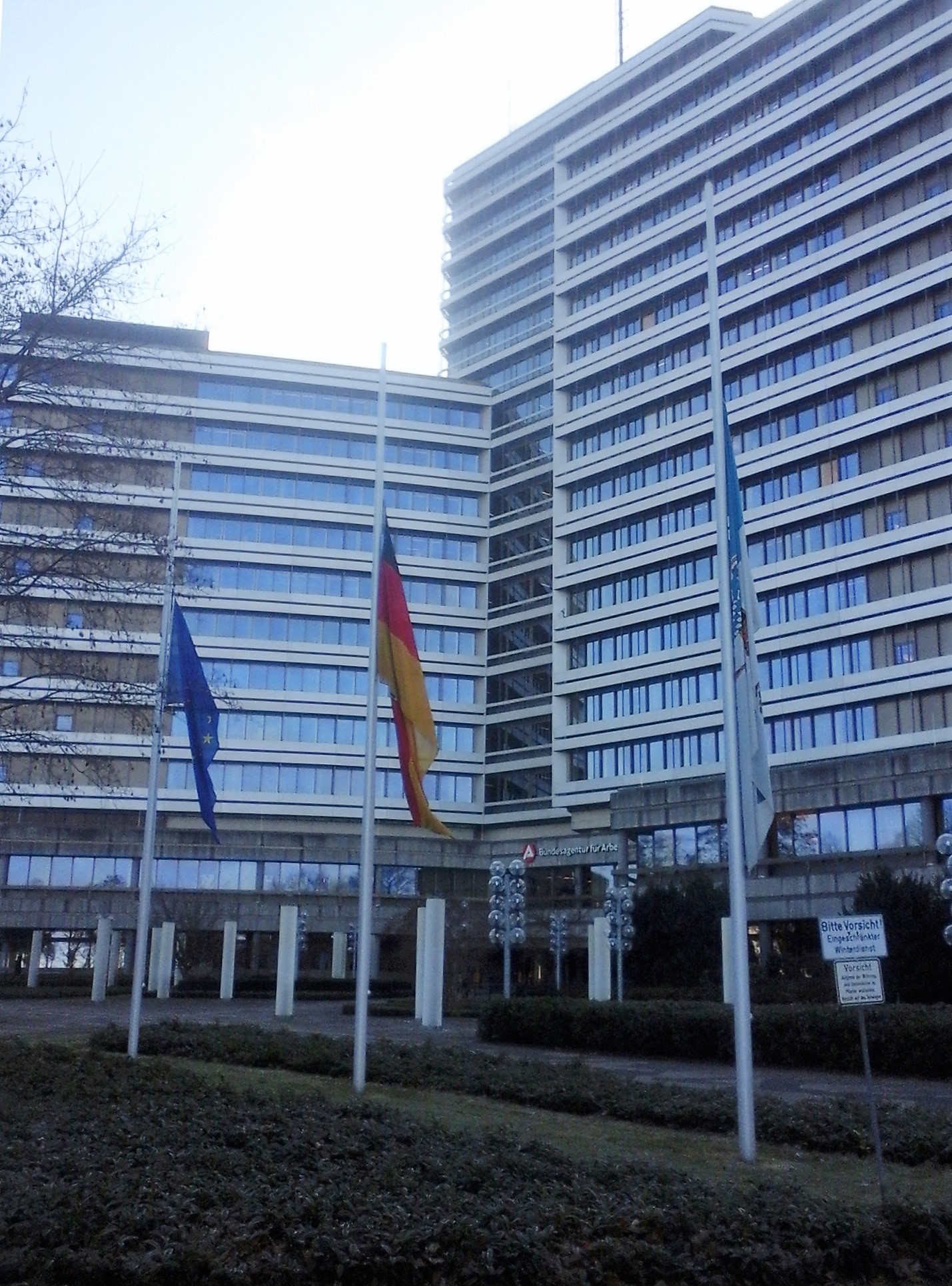
Trauerbeflaggung an der Bundesagentur für Arbeit in Nürnberg am Tag nach dem Anschlag
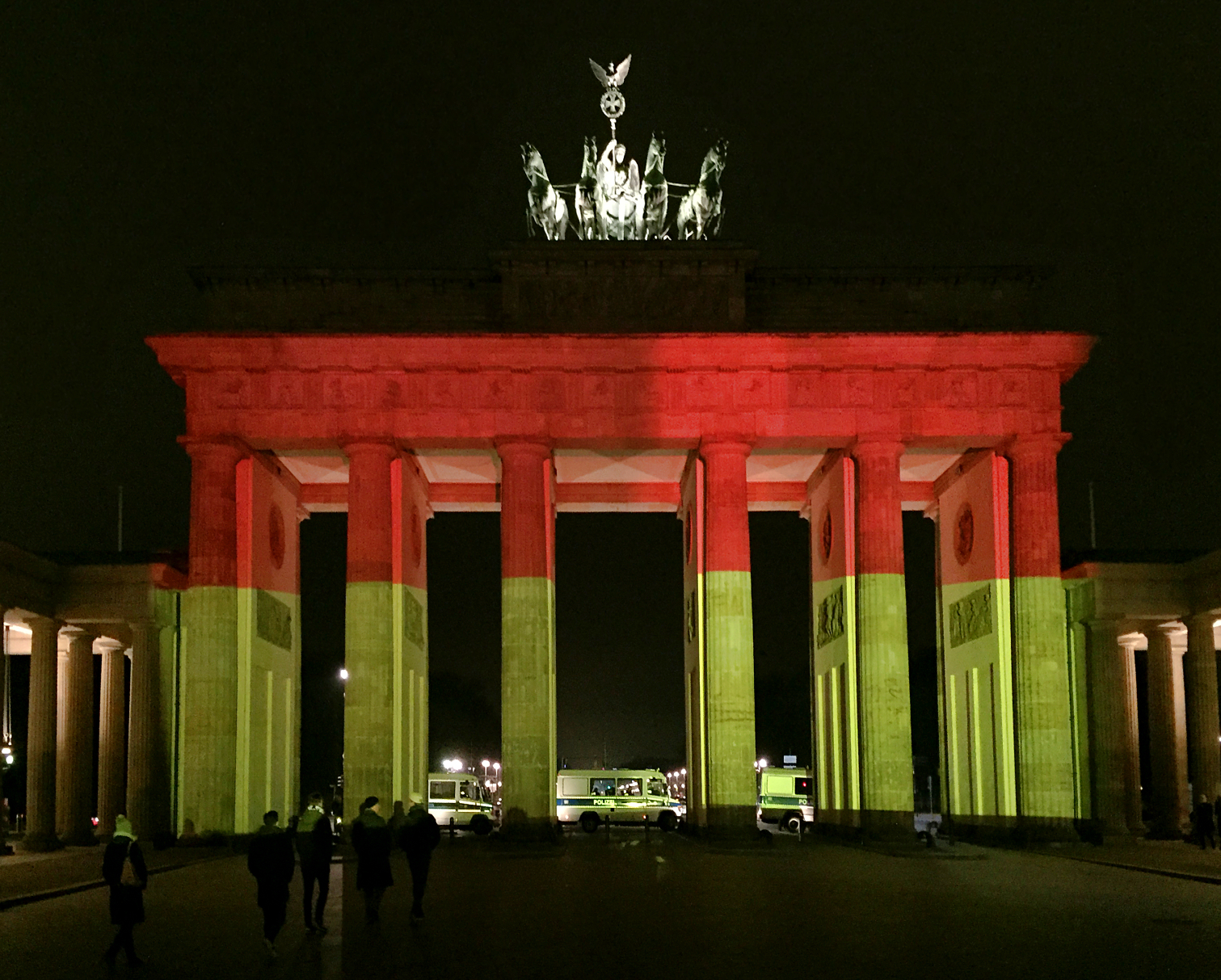
Beleuchtung des Brandenburger Tores in den deutschen Nationalfarben
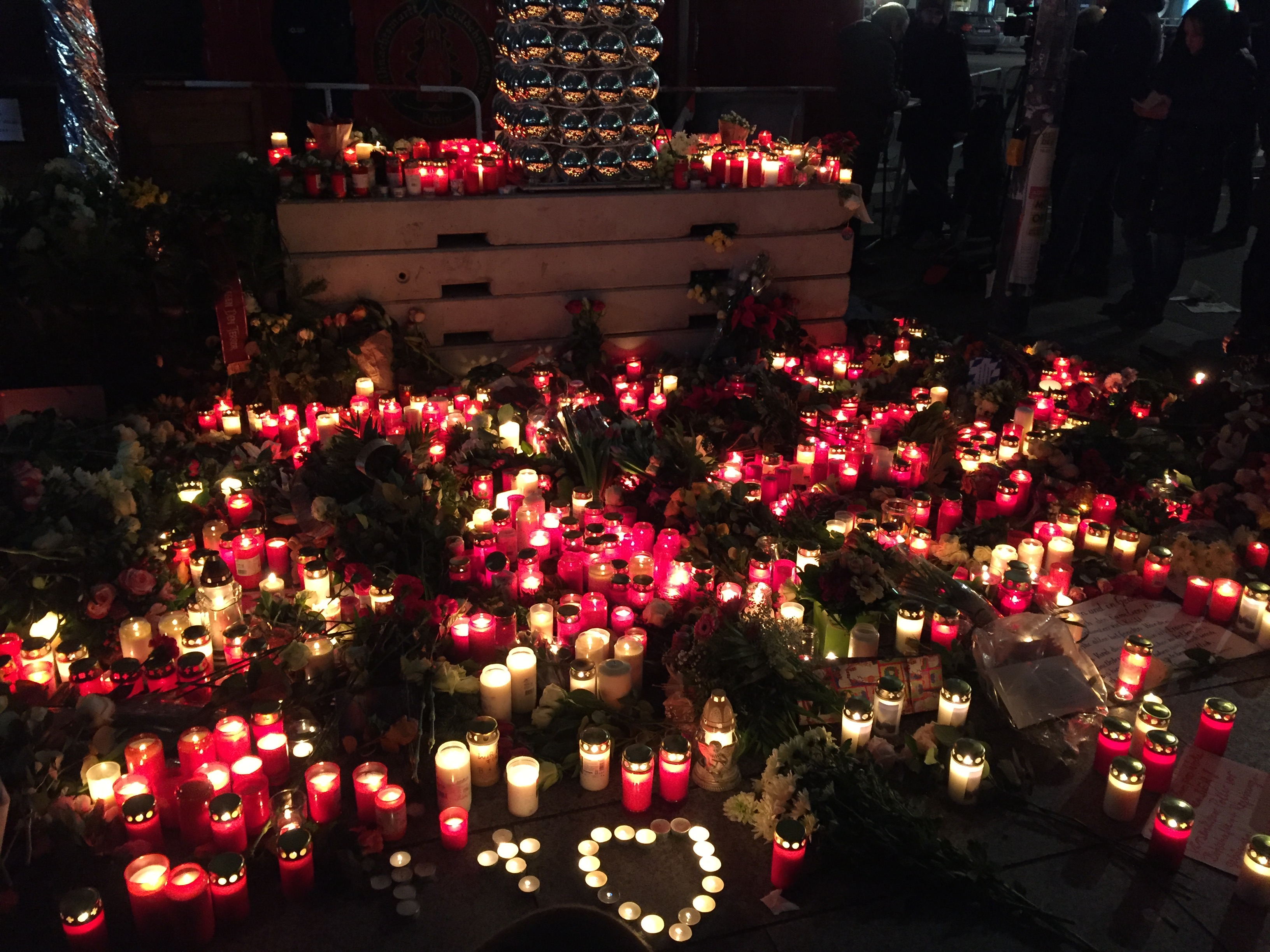
Trauerkerzen am Anschlagsort im Dezember 2016
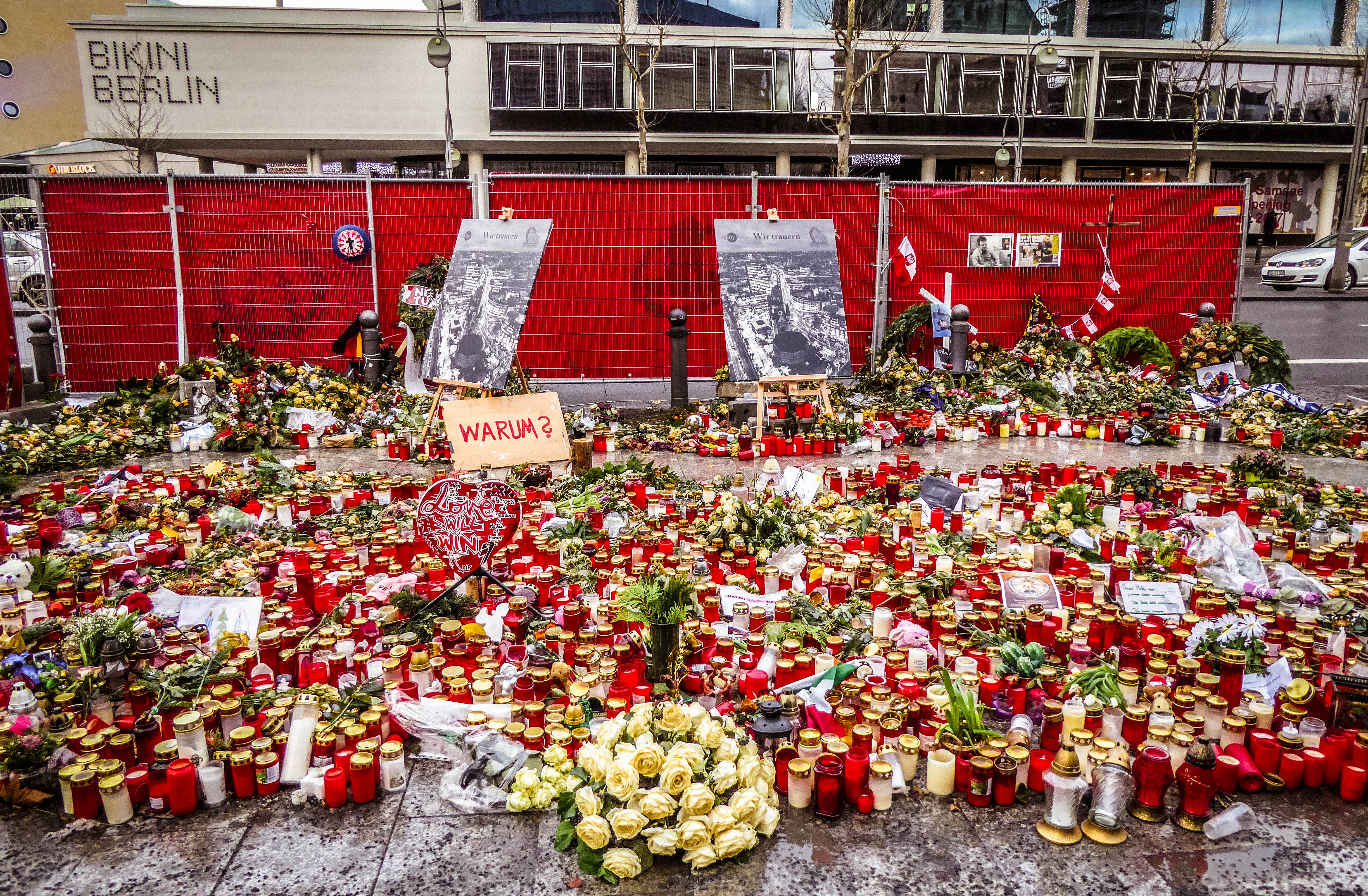
Blumen am Anschlagsort im Januar 2017
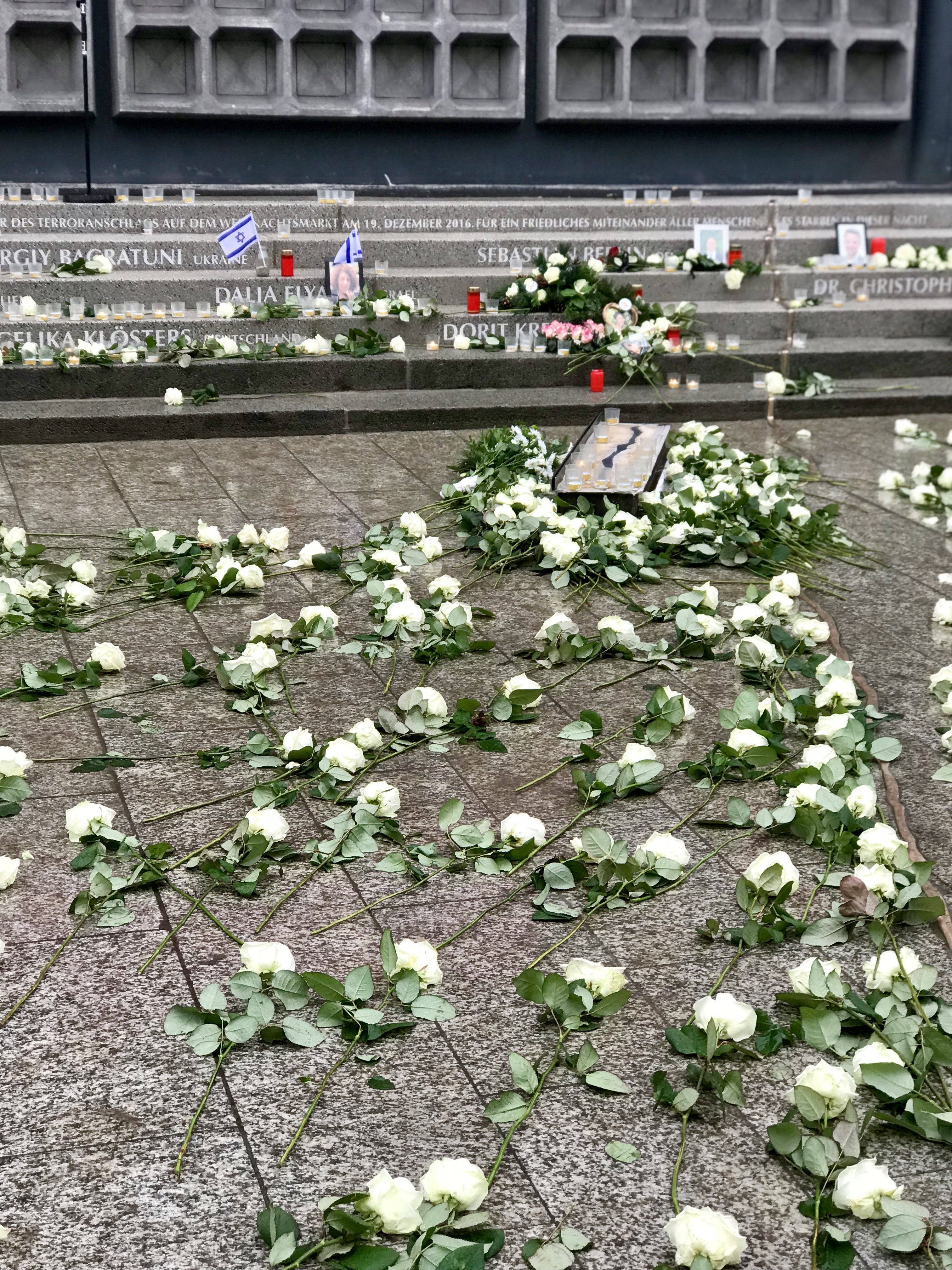
Eröffnung des Gedenkortes am 19. Dezember 2017
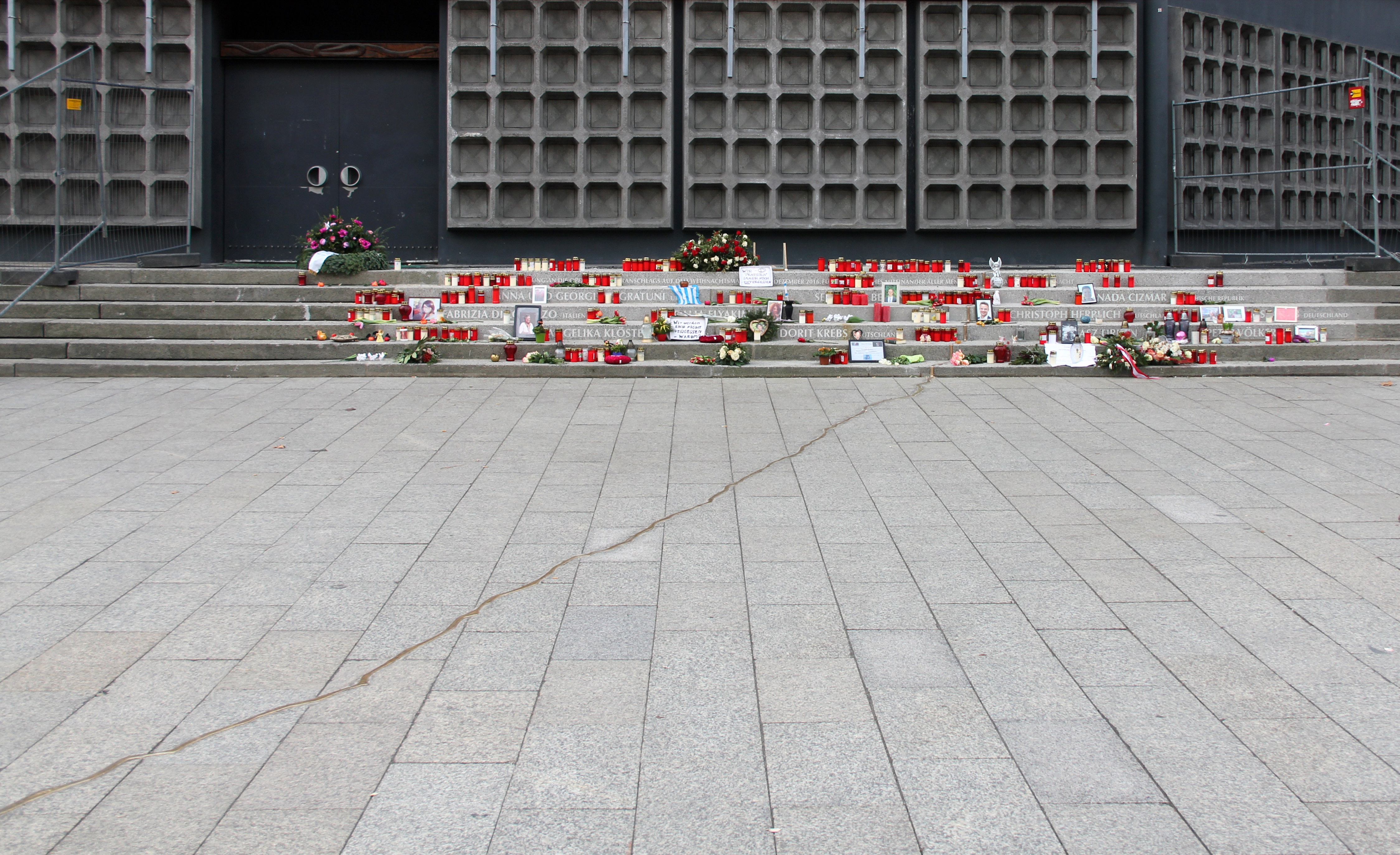
Das Mahnmal Der Riss

Bei der Gedenkfeier anlässlich des Jahrestags des Anschlags wurde am 19. Dezember 2017 ein Mahnmal eröffnet: Ein goldfarbener „Riss“, der sich 17 Meter über den Breitscheidplatz, von der Budapester Straße durch die Treppen hoch auf das Kirchenplateau, zieht. Die Namen der Toten sind in die Setzstufen der Treppenanlage von Egon Eiermann eingelassen. Das letzte Stück des Risses wurde am Tag der Eröffnung symbolisch durch Opfer und Angehörige geschlossen. Laut dem Gestalterbüro mm+, das den Gedenkort entworfen hat, soll der aus einer Bronzelegierung mit einem Goldanteil bestehende Riss die Wunde symbolisieren, die der Anschlag hinterlassen hat, aber auch den durch die Gesellschaft gegangenen Riss. Durch das Füllen des Risses, den der Kunstschmied Michael Hammers realisiert hat, soll analog der Kintsugi-Technik auch auf die Möglichkeit der Heilung hingewiesen werden.
Nach der Gedenkfeier für den Anschlag gab es Kritik an der Teilnahme des Imams Mohamed Matar, der auf der Feier sprach. Matar arbeitet für die vom Verfassungsschutz beobachtete Neuköllner Begegnungsstätte. Das American Jewish Committee reagierte empört, es sei zynisch, dass ausgerechnet ein Vertreter dieser Moschee bei der Feier gesprochen habe.

## Reaktionen

### National
Der damalige Bundespräsident Joachim Gauck sagte: „Das ist ein schlimmer Abend für Berlin und unser Land.“ Bundeskanzlerin Angela Merkel (CDU) erklärte, dass „wir […] nach jetzigem Stand von einem terroristischen Anschlag ausgehen müssen.“ Sie ergänzte: „Die Tat wird aufgeklärt werden – in jedem Detail. Und sie wird bestraft werden, so hart es unsere Gesetze verlangen.“ Zur Vermutung, der Täter sei ein Flüchtling, sagte sie: „Ich weiß, dass es für uns alle besonders schwer zu ertragen wäre, wenn sich bestätigen würde, dass ein Mensch diese Tat begangen hat, der in Deutschland um Schutz und Asyl gebeten hat. Dies wäre besonders widerwärtig gegenüber den vielen, vielen Deutschen, die tagtäglich in der Flüchtlingshilfe engagiert sind, und gegenüber den vielen Menschen, die unseren Schutz tatsächlich brauchen und die sich um Integration in unser Land bemühen.“
Der ehemalige Vize-Chef des Bundesnachrichtendienstes, Rudolf Adam, kritisierte am 21. Dezember 2016 in der Zeitschrift Cicero: „Obwohl jeder Bürger nach Orientierung, Selbstvergewisserung und Zuversicht sucht, bietet die Kanzlerin statt Antworten nur Floskeln“. Beim Presserat gingen bis Mittwoch, den 21. Dezember 14 Beschwerden über die Berichterstattung ein. Diese richteten sich vor allem gegen die unverpixelte Darstellung des getöteten Lkw-Fahrers. Der Bild-Zeitung wurde vorgeworfen, mit der Schlagzeile Angst! an der Realität vorbeigeschrieben, die Trauer vernachlässigt und Angst geschürt zu haben. Die damalige Chefredakteurin Tanit Koch erwiderte, dass man Lebenswirklichkeit darstelle und keinen pädagogischen Journalismus betreibe.
Der Welt-Herausgeber Stefan Aust kommentierte ein Jahr nach dem Anschlag: „Die Odyssee des Anis Amri zeigt auch, dass sich islamistische Terroristen wie ‚Fische im Wasser‘ bewegen konnten und bewegen können, in der Reisewelle vor allem junger Männer ohne Personalpapiere aus dem nahöstlichen und nordafrikanischen Raum, die als ‚Flüchtlinge‘ unter dem humanitären Regenbogen ‚Refugees Welcome‘ ins Land strömten und weiter strömen.“

### Diskussion um öffentliche Sicherheit

#### Amtsträger
- Der damalige bayerische Ministerpräsident und CSU-Vorsitzende Horst Seehofer äußerte gleich nach dem Anschlag: „Wir sind es den Opfern, den Betroffenen und der gesamten Bevölkerung schuldig, dass wir unsere gesamte Zuwanderungs- und Sicherheitspolitik überdenken und neu justieren.“ Die Grünen und Journalisten wie Miguel Sanchez sind der Ansicht, Seehofer habe sich angreifbar gemacht, weil seine Stellungnahme voreilig, von Fakten unbelastet und pietätlos sei. Nach Ansicht des baden-württembergischen Innenministers Thomas Strobl (CDU) solle man zunächst immer die Ermittlungsbehörden ihre Arbeit machen lassen. Die Deutsche Polizeigewerkschaft, der saarländische Innenminister Klaus Bouillon und CDU-Innenpolitiker Wolfgang Bosbach kamen der CSU mit inhaltlichen Vorschlägen zur Verbesserung der Sicherheits- und/oder Flüchtlingspolitik bereits zuvor.[136]
- Der bayerische Staatsminister des Innern Joachim Herrmann äußerte: „Wir müssen das ganze System nochmals daraufhin überprüfen, wie es sein kann, dass noch immer Leute im Land sind, bei denen nicht geklärt ist, woher sie kommen, wie alt sie sind. Da sind offenkundig Defizite im Verfahren“.[137][138]
- Der Berliner Erzbischof Heiner Koch äußerte, es seien „eine Botschaft und eine Kultur mitgetroffen“[139] worden. Er bezeichnete den sofortigen Ruf nach politischen Konsequenzen und Schuldzuweisungen als unerträglich. „Die Krippe ist leer“, sagt Koch, „auch wir können erstmal nur versuchen, die Leere, die Fragen, das Ungelöste auszuhalten und bei den Ohnmächtigen zu bleiben.“[140]
- Der evangelische Landesbischof von Sachsen, Carsten Rentzing, zeigte sich als gebürtiger Berliner betroffen und sagte mit Bezug auf asylfeindliche Proteste von Pegida und anderen Rechtspopulisten, dass es unangemessen wäre, nach Konsequenzen zu rufen, solange die Toten noch nicht beerdigt seien. Dies sei „der erste größere Anschlag, den wir erleben mussten. Wir können nur hoffen und beten, dass es auf absehbare Zeit der letzte war“.[141]
- Der Vorsitzende der Innenministerkonferenz Klaus Bouillon (CDU) konstatierte am 19. Dezember, dass man sich im Kriegszustand befinde, während die Innenminister ankündigten, dass alle Weihnachtsmärkte geöffnet bleiben sollten.[142][143]
- Der FDP-Bundesvorsitzende Christian Lindner forderte als Konsequenz aus dem Terroranschlag einen Untersuchungsausschuss des Bundestages: „Das Versagen der Sicherheitsbehörden erinnert an den Fall des rechtsextremistischen Terrornetzwerkes NSU. Ich habe kein Vertrauen in eine Untersuchung, die allein von den Innenministern de Maizière und Jäger kommt.“[144][145]
- Sahra Wagenknecht, Fraktionsvorsitzende der Linken im Deutschen Bundestag, gab Angela Merkel eine Mitverantwortung am Anschlag: „Es gibt eine Mitverantwortung, aber sie ist vielschichtiger. Neben der unkontrollierten Grenzöffnung ist da die kaputtgesparte Polizei, die weder personell noch technisch so ausgestattet ist, wie es der Gefahrenlage angemessen ist.“ Ebenso fatal sei die Außenpolitik, „die von Merkel unterstützten Ölkriege der USA und ihrer Verbündeten, denen der ‚Islamische Staat‘ erst seine Existenz und Stärke verdankt“.[146]
- Der 41. Deutsche Strafverteidigertag in Bremen am 26. März 2017 argumentierte für seine Bremer Erklärung zur Forderung nach Reform des Mordparagrafen auch damit, dass im Falle des Berliner Weihnachtsmarktattentates nicht das Strafrecht, sondern die Vollzugsbehörden versagt hätten.[147]

#### Sicherheitsexperten
- Nach Ansicht des Direktors des Instituts für Sicherheitspolitik an der Universität Kiel, Joachim Krause, musste mit einem Terrorakt im Stile des Anschlags von Nizza gerechnet werden, zumal die IS-Miliz gerade dieses Anschlagsmodell empfehle. In dem IS-Propaganda-Magazin Rumiyah war im November eine detaillierte Anleitung für einen solchen Anschlag veröffentlicht worden. In Deutschland sei es bislang vernachlässigt worden, Fußgängerzonen und öffentliche Plätze durch Poller o. Ä. zu sichern, wie es in Israel schon lange üblich sei. Zudem seien Videokameras an öffentlichen Plätzen erforderlich, um Anschläge aufklären zu können. Nach Ansicht des stellvertretenden Vorsitzenden des Bundes Deutscher Kriminalbeamter Ulf Küch sind mit dem Zustrom von Flüchtlingen auch labile Persönlichkeiten „in Endzeitstimmung“ nach Deutschland gekommen. Um diese Menschen müsse man sich besser und intensiver kümmern und ihnen vor allem eine sinnvolle Beschäftigung geben.[148][58]
- Der Vorsitzende des Bundes Deutscher Kriminalbeamter André Schulz kritisierte die „Kriegszustand“-Äußerung von Klaus Bouillon und erklärte, dass man in erster Linie die bestehenden Gesetze konsequent anwenden müsse, wofür aber zurzeit das Personal fehle. Die Lücke könne kurzfristig auch nicht geschlossen werden, weil eine geeignete Qualifizierung neuer Mitarbeiter nicht über Nacht erfolgen könne. Außerdem gebe es bei der Überwachung der Kommunikation von Gefährdern technisch und rechtlich blinde Flecken, die eine effektive Überwachung unmöglich machten. Fehlende Grenzkontrollen bezeichnete er als ein der Globalisierung geschuldetes Sicherheitsrisiko, weswegen nicht einmal ein Mindestschutz garantiert werden könne. Die Zuwanderung müsse besser kontrolliert werden.[149][150]

#### Journalisten
Heribert Prantl, Mitglied der Chefredaktion und Leiter des Ressorts Innenpolitik der Süddeutschen Zeitung, machte darauf aufmerksam, dass Ausländerbehörden, Strafverfolger und Justiz Anis Amri, der sich unter den Augen der Geheimdienste und der Polizei um Waffen bemüht und gegen Gesetze verstoßen hatte, problemlos hätten in Haft nehmen können. Sie hätten ihm „zur Abwehr einer besonderen Gefahr für die Sicherheit“ strikteste Melde- und Aufenthaltsauflagen auferlegen  können und ihn bei Verstoß dagegen „in U-Haft nehmen und während der U-Haft die Papiere für die Abschiebung besorgen können“. Doch sie taten dies nicht. Das legt laut Prantl den Schluss nahe, dass die Behörden bewusst handelten. „Haben die Behörden das Risiko Amri in Kauf genommen, weil man sich von seiner Überwachung Erkenntnisse erhoffte? Und hat die überwachende Behörde anderen Behörden nichts gesagt, weil man die Erkenntnisse für sich haben wollte?“ schrieb Prantl in seinem Kommentar.

#### Umfragen
- In einer von TNS Emnid für Bild am Sonntag durchgeführten Umfrage anlässlich des Anschlags auf den Berliner Weihnachtsmarkt an der Gedächtniskirche erklärten 11 % der Befragten, dass sie den Anschlag zum Anlass nehmen, öffentliche Veranstaltungen zu meiden, 5 % möchten diese nun erst recht besuchen, 84 % sehen keinen Grund für eine Verhaltensänderung. 83 % der Befragten sprachen sich für eine Ausweitung der Videoüberwachung auf öffentlichen Plätzen aus, 15 % waren dagegen. 68 % stimmten der Forderung Seehofers zu, die Zuwanderungs- und Sicherheitspolitik neu zu justieren, 30 % lehnten dies ab.[152]
- In einer von YouGov für DPA durchgeführten Umfrage sprachen sich 73 % für eine Aufstockung der Polizeikräfte, 61 % für eine bessere Ausrüstung der Polizei und 60 % für eine stärkere Videoüberwachung öffentlicher Räume aus.[153]
- In einer von Forsa für das Magazin Stern durchgeführten Umfrage machten 28 % der Befragten „die Flüchtlingspolitik von Kanzlerin Merkel“ mitverantwortlich für die Anschläge, während 68 % keinen direkten Zusammenhang sahen. Allerdings waren 76 % der Ansicht, dass die Terrorgefahr und die Sicherheitslage in Deutschland im nächsten Bundestagswahlkampf eine wichtige Rolle spielen wird.[154]

### Sicherheitsmaßnahmen nach dem Anschlag

Anti-Terror-Personen-Schutzeinrichtung am Breitscheidplatz Berlin 2023

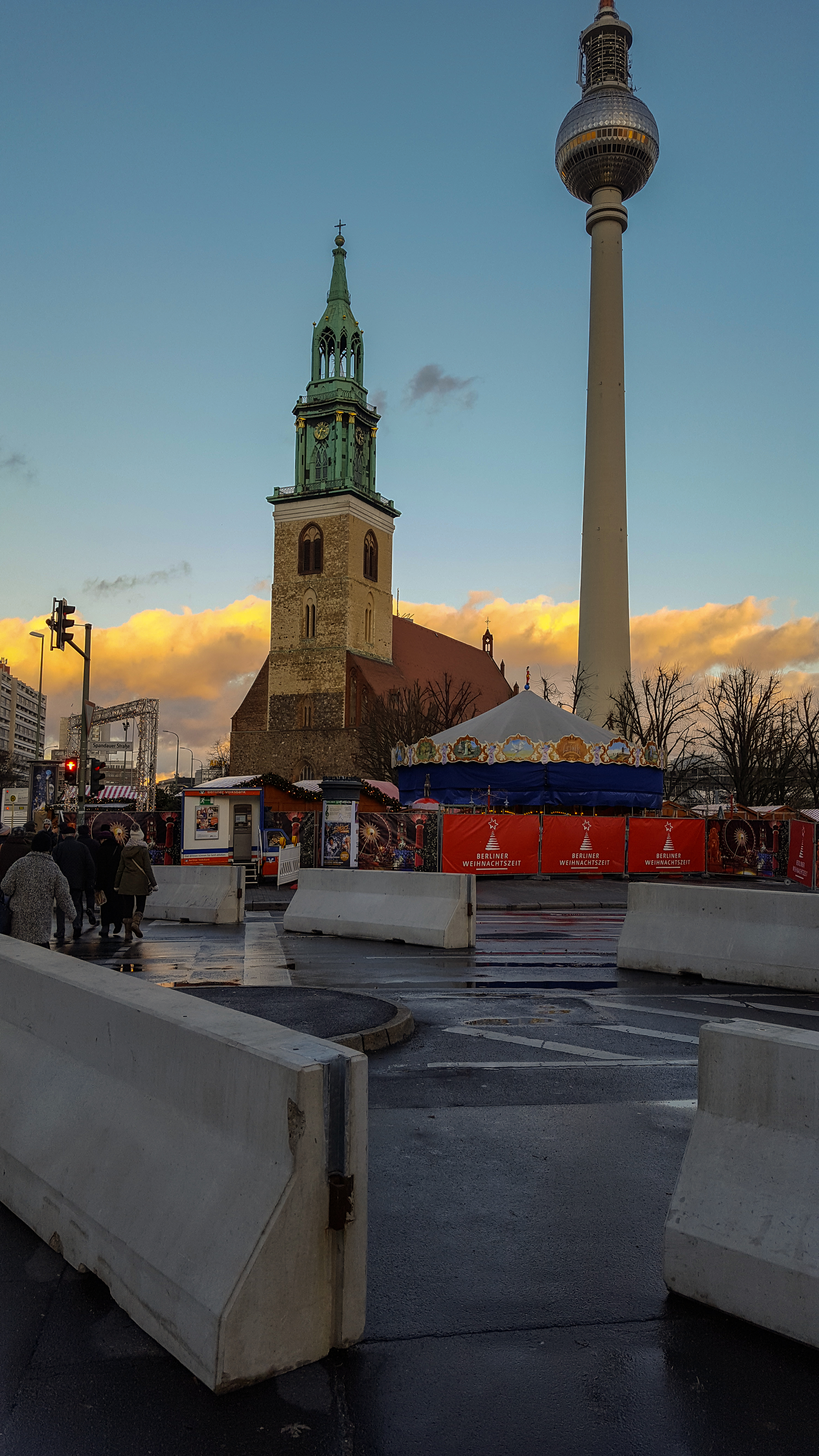
Weihnachtsmarkt unter dem Fernsehturm mit Betonbarrieren, 26. Dezember 2016

Weihnachtsmärkte in ganz Deutschland und Österreich wurden durch bauliche Maßnahmen und Betonpoller abgesichert. Je nach Bundesland und Ort wurden auch Straßensperren beschlossen und Sicherheitskonzepte für die folgende Silvesterfeier überarbeitet.

### Fernsehen
Die Erstausstrahlung des Fernsehfilms Sturm aus der Tatort-Reihe war ursprünglich für den 1. Januar 2017 geplant. Wegen inhaltlicher Parallelen zu dem Attentat wurde er jedoch aus dem Programm genommen und die Ausstrahlung auf den 17. April 2017 verschoben.